# Geuzestekerij Hanssens Artisanaal
Geuzestekerij Hanssens Artisanaal is een Belgische geuzesteker te Dworp (Beersel) in de provincie Vlaams-Brabant.

## Geschiedenis
In 1896 werd door Bartholomé Hanssens een oude boerderij-melkerij gekocht en verbouwd tot brouwerij. Het bedrijf is nu nog steeds gevestigd op deze locatie. De brouwerij kreeg de naam “Sint-Antonius” en er werd in tegenstelling tot andere brouwerijen in de buurt geen lambiek gebrouwen maar een bruin tafelbier. Batholomé Hanssens was ook burgemeester van Dworp vanaf 1914 tot 1927.

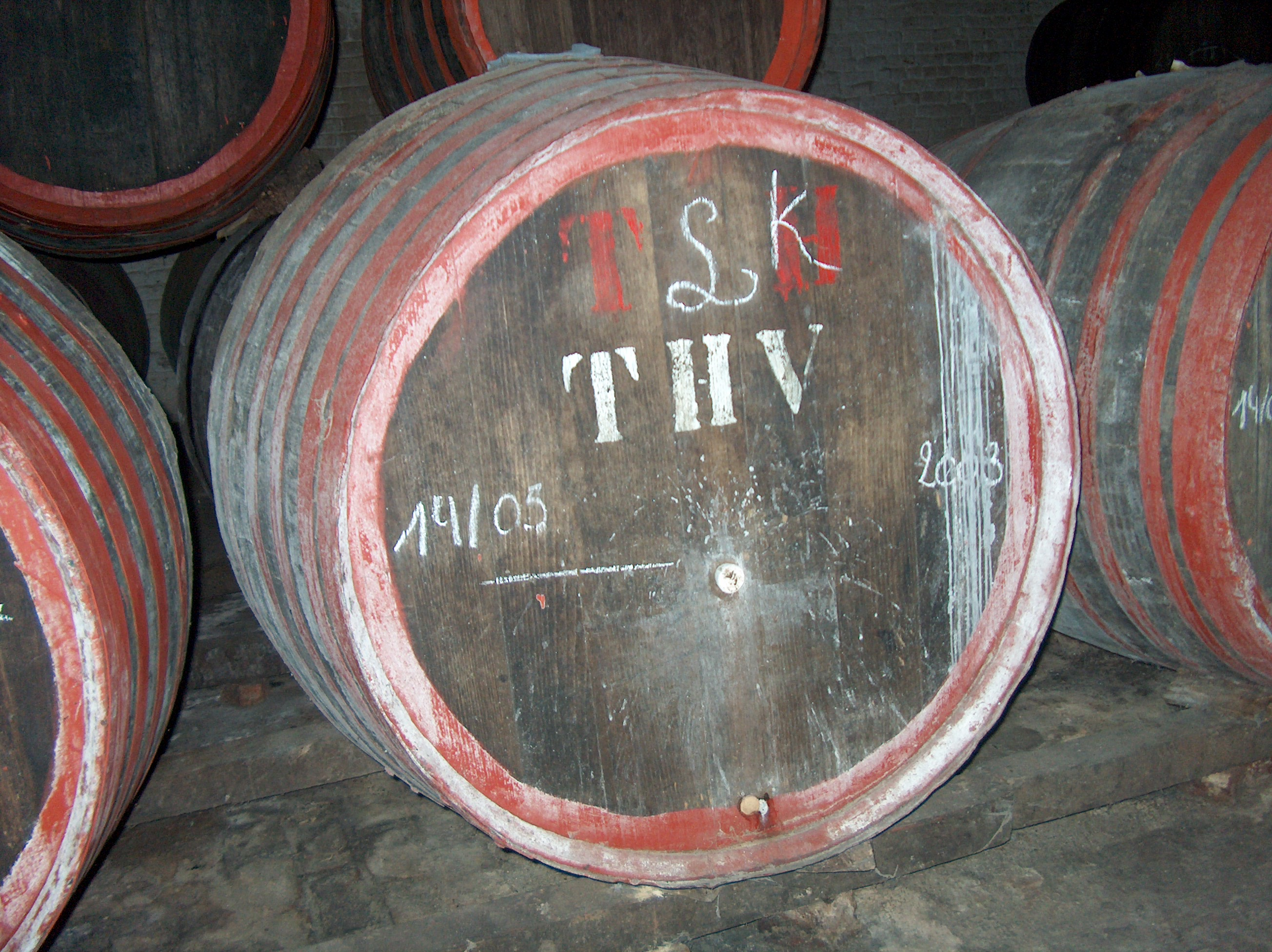
Houten vaten bij Hanssens met kriekenlambiek

Tijdens de Eerste Wereldoorlog werd, zoals in vele brouwerijen, al het koperwerk aangeslagen door de Duitse bezetter. In 1918 besliste Batholomé om de brouwerij niet meer op te starten maar enkel nog wort aan te kopen en te versnijden. De brouwerij werd geuzestekerij, wat in die tijd veel voorkomend was. Vanaf 1929 nam Theo Hanssens het bedrijf over en brak de laatste restanten van de brouwerij af. Hij ontwierp een flessendroogrek dat nu nog steeds in gebruik is. Hij werd naast geuzesteker ook verdeler voor brouwerij Wielemans. Het bier “Forst” en tafelbier werd in houten vaten van 100 liter geleverd en afgevuld bij Hanssens. Het tonnenmerk “T.H.V.” dat nog steeds in gebruik is, verwijst naar “Theo Hanssens-Vastiau”. 
Theo werd in 1974 opgevolgd door zijn zoon Jean. Wanneer deze in 1997 de pensioengerechtigde leeftijd bereikte, besloot hij bij gebrek aan opvolging geen wort meer in te kopen en zijn lambiekvoorraden op te werken.
Een beetje onverwacht werd de geuzestekerij Hanssens toch voortgezet (in bijberoep) door zijn dochter Sidy samen met haar echtgenoot John Matthys en op 1 januari 1998 werd “Hanssens Artisanaal bvba” opgericht. Eind 1997 was er al terug wort aangekocht, de drankenhandel werd afgesloten en de aandacht werd volledig op de geuzestekerij gericht. In 1999 kwam er behalve de Oude Geuze en de Oude Kriek ook een nieuwe aardbeienlambiek Oudbeitje op de markt.
Nadat in de hete zomer van 2019 de hele productie verloren ging, investeerde Hanssens fors in hun infrastructuur om de temperatuur in de tonnenzaal beter onder controle te houden. In 2024 kwam hun nieuw bier Gueuze Extra op de markt met een nieuw ontworpen etiket.

## Bieren

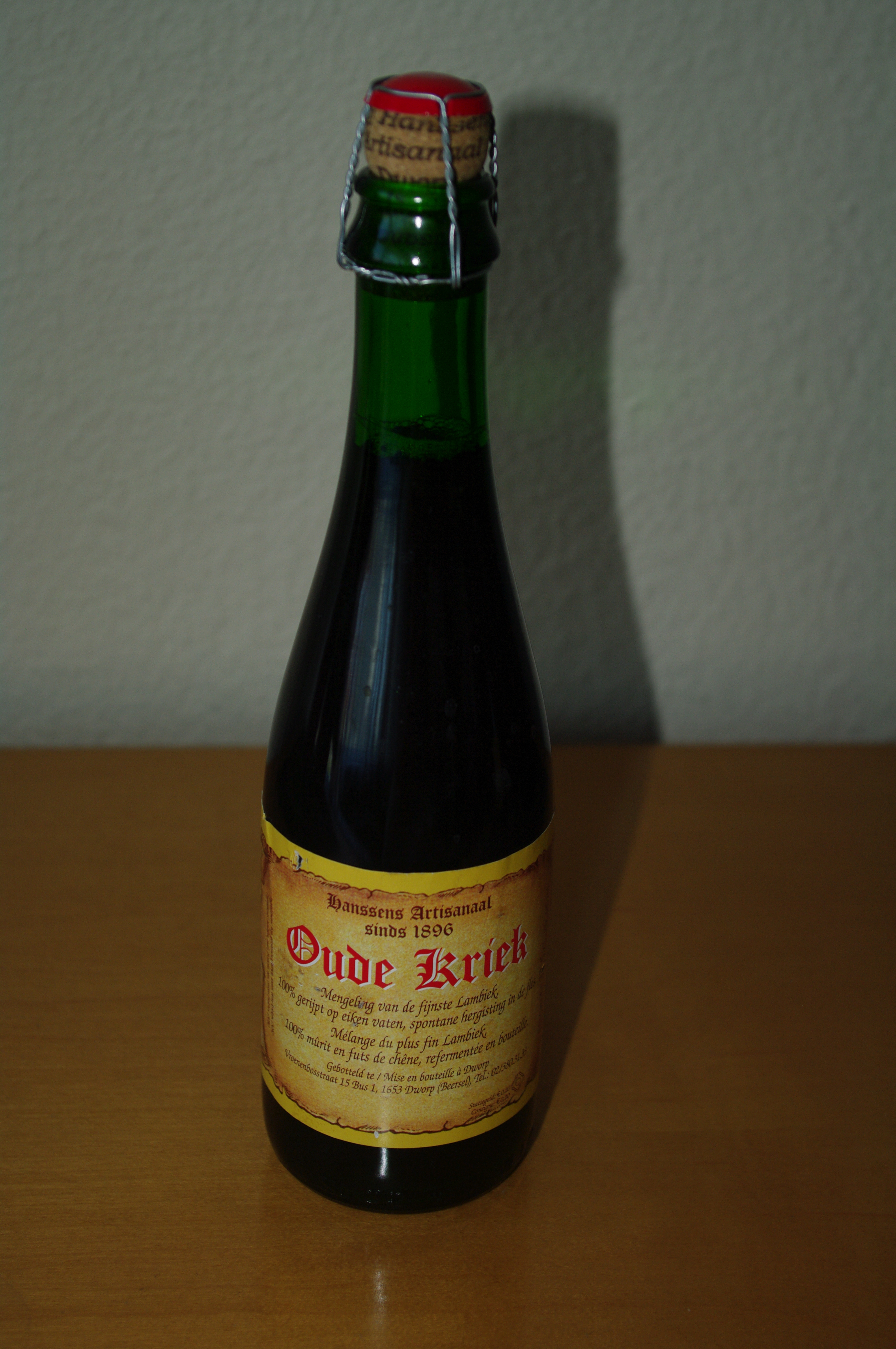
Hanssens Artisanaal Oude Kriek

- Oude Gueuze, 6%
- Gueuze Extra, 6%
- Oude Kriek, 6%
- Schaarbeekse Kriek, 6,5%
- Oudbeitje, 6%
- Framboos, 6%
- Cassis, 6%